# ازبری، شهرستان استوکس، کارولینای شمالی
ازبری (به انگلیسی: Asbury) یک منطقهٔ مسکونی در ایالات متحده آمریکا است که در شهرستان استوکس، کارولینای شمالی واقع شده‌است.